# Rimulinoides
Rimulinoides, en ocasiones erróneamente denominado Rumulinoides, es un género de foraminífero bentónico de la familia Lagenidae, de la superfamilia Nodosarioidea, del suborden Lagenina y del orden Lagenida. Su especie-tipo es Rimulinoides elongatus. Su rango cronoestratigráfico abarca el Holoceno.

## Clasificación
Rimulinoides incluye a la siguiente especie:
- Rimulinoides elongatus